# Maella
Maella és una vila i municipi aragonès de parla catalana del Baix Aragó - Casp (Saragossa), històricament considerat del Matarranya.

## Llocs d'interès
- L'ajuntament, amb la torre del rellotge.
- Les restes del castell de Maella.
- La casa natal de l'escultor Pau Gargallo.
- Ermita de Santa Bàrbara
- Església i convent de Santa. Maria
- Església de Sant llorenç

## Persones il·lustres
Van néixer a Maella:
- L'escultor Pau Gargallo.
- L'artesà del vidre Antoni Pons i Cirac.
- L'anarcosindicalista, agent dels serveis secrets republicans i escriptor Ramón Rufat Llop.
- José Peris Lacasa (1924-2017), compositor i pedagog musical.

## Poblacions agermanades
- Vivonne (França)